# Wojciech Płocharski
Wojciech Juliusz Płocharski (11 de abril de 1964) es un periodista, autor, compositor, viajero polaco. 

## Biografía
Nacido en Olsztyn; en los años 1982-1989 estudió en la Facultad de Periodismo y Ciencias Políticas, Universidad de Varsovia. En el periodo 1991-2006 trabajó en la PAP (Agencia Polaca de Prensa) como editor y corresponsal (noticias de Bielorrusia, Chechenia, Estonia). En 2010, dirigió la campaña en línea del candidato en la elección presidencial, Andrzej Olechowski.
Él es también el autor de las publicaciones en Inglés que se emitido en la India y aparecen en el mercado literario internacional..
El autor de las letras de éxitos polacos como Klub wesołego szampana (ejecución Formacja Nieżywych Schabuff) y Karuzela (T.Love). En 1993 - en un dueto Przyjaciele - grabó su propio álbum Cyfry (publicado en 1994, reedición 2007, en comercio electrónico internacional 2012). En 2011 - en el mercado internacional de la distribución digital - lanzó el álbum Selected Music, en 2012 - Under the Papaya Tree. En 2013 - en ventas internacionales surgido: el sencillo Studium y el álbum Ilha do Sal.

## Obra
- Diplomatic Rebel on Creaky Bicycle
- Faster Than Light and Other Bagatelles: Short Poetry
- Million in My Pocket
- Love Temperature
- Khajurao Legacy
- Coast
- Tea With Vanilla
- Polvo à Lagareiro
- 600 Years After Béthencourt